# Synidotea berolzheimeri
Synidotea berolzheimeri är en kräftdjursart som beskrevs av Menzies och Miller 1972. Synidotea berolzheimeri ingår i släktet Synidotea och familjen tånglöss. Inga underarter finns listade i Catalogue of Life.